# Timothy Bartlett
Timothy Bartlett es un actor de teatro, televisión y cine neozelandés. Apareció por primera vez en el teatro profesional en la Auckland's Theatre Corporate en 1974, pero es conocido para el gran público de Nueva Zelanda por haber sido el presentador del programa Playschool para la TVNZ en la década de 1980, y representado el papel de Bernie Leach en Shortland Street a mediados de la década de 1990.
Entre sus papeles para el cine se pueden enumerar los representados en las películas Un ángel en mi mesa, Soldier Soldier, Los Tommyknockers, Duggan, Holby City y Out of the Blue; y más recientemente el de maese Worrywort en El hobbit: un viaje inesperado (2012).